# Bokserprotocol

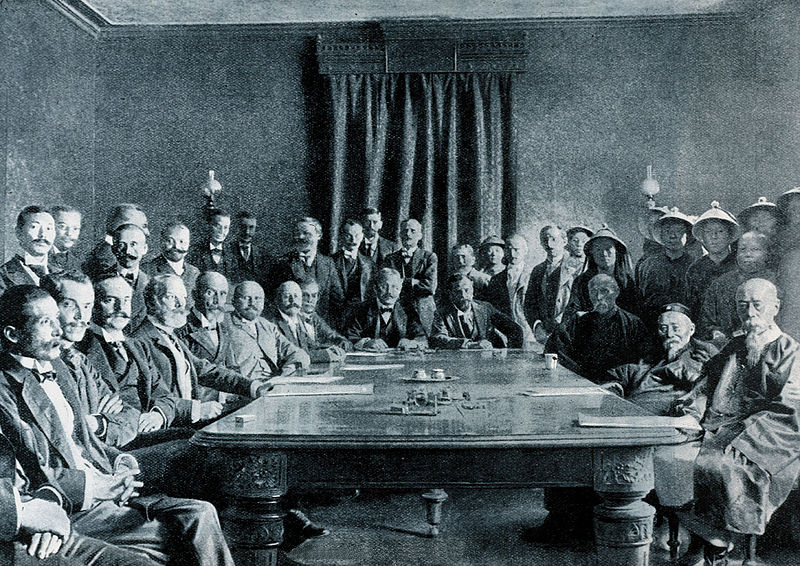
Ondertekening van het protocol in 1901. De Nederlander Knobel zit helemaal links, alleen zijn handen zijn zichtbaar.

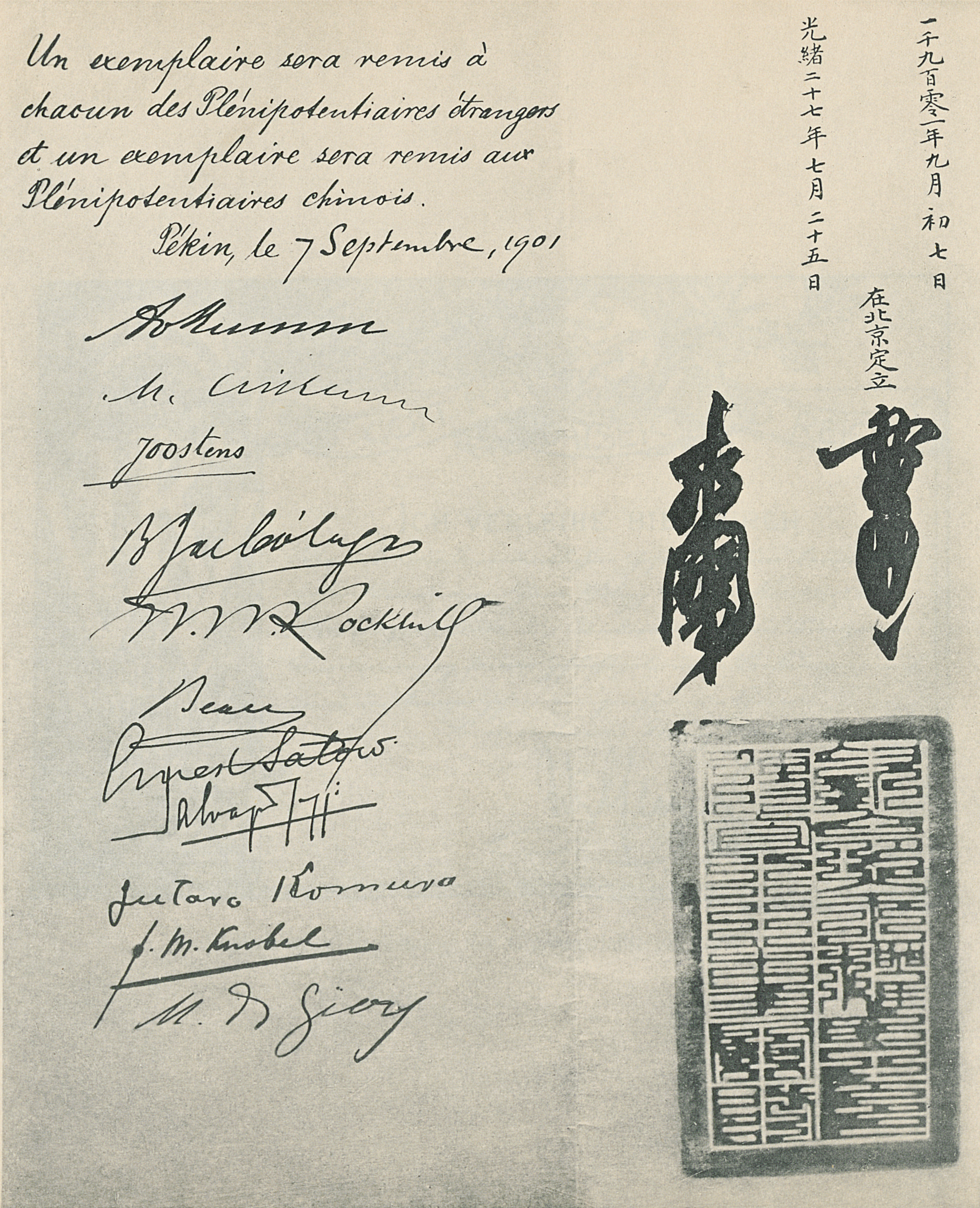
De handtekeningen onder het protocol.

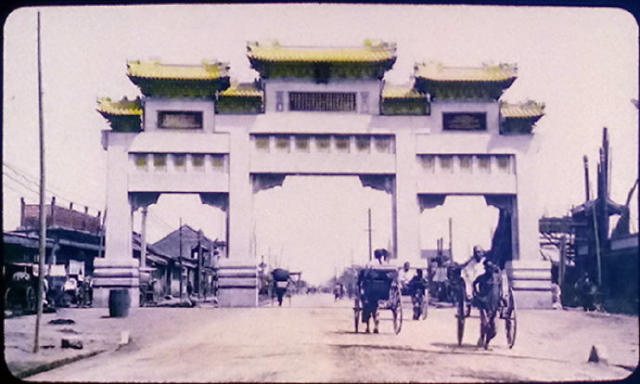
De gedenkboog voor Von Kettler.

Het Bokserprotocol werd ondertekend op 7 september 1901, tussen de Qing-dynastie van China en de Achtlandenalliantie die militair hadden ingegrepen om de Bokseropstand neer te slaan. Deze acht landen waren Japan, Rusland, Verenigd Koninkrijk, Frankrijk, Verenigde Staten, Duitsland, Oostenrijk-Hongarije en Italië plus België, Spanje en Nederland. Het wordt gezien als een van de ongelijke verdragen die China heeft moeten sluiten.

## Achtergrond
Tegen het einde van de Boxeropstand nam de alliantie Peking in. China had het moeilijk, maar was nog niet verslagen. Veel adviseurs van Keizerin-regentes Cixi wilden de oorlog voortzetten. Peking en Tianjin waren wel gevallen, maar dit was het gevolg van verraders in hun midden en het binnenland van China was onbereikbaar. Cixi was van mening dat dat de voorwaarden genereus waren en besloot de strijd te staken. Op 7 september 1901 werd de overeenkomst ondertekend. Voor Nederland tekende de diplomaat Fridolin Marinus Knobel.

## Belangrijkste punten van het protocol
In artikel VI werd bepaald dat China herstelbetalingen moet doen ter waarde van 450 miljoen taels, dit zijn munten van zo’n 40 gram zilver of ongeveer 18.000 ton zilver in totaal. Dit had destijds een tegenwaarde van ongeveer US$ 333 miljoen of 67 miljoen pond sterling. China kreeg 39 jaar de tijd, van 1 januari 1902 tot 31 december 1940, om deze schuld te voldoen. Over de openstaande schuld werd een rente berekend van 4%. Bij het volledig volgen van het aflosschema, zou dit China in totaal bijna 1 miljard taels of zo’n 37.000 ton zilver hebben gekost.
De verdeling van dit geld was als volgt: Rusland 28,97%, Duitsland 20,02%, Frankrijk 15,75%, Verenigd Koninkrijk 11,25%, Japan 7,73%, Verenigde Staten 7,32%, Italië 7,32%, België 1,89%, Oostenrijk-Hongarije 0,89%, Nederland 0,17%, Spanje 0,03%, Portugal 0,021%, Zweden en Noorwegen 0,014%. Nederland kreeg het geld als schadevergoeding voor zijn legatie die door de Bokserrebellen was vernietigd.
Verder werd in artikel V de invoer van wapens en munitie, evenals materialen voor de productie van wapens of munitie, voor een periode van twee jaar verboden. Dit kon met twee jaar worden verlengd als de mogendheden daartoe noodzaak zagen. De weg tussen de zee en de hoofdstad moest open blijven. Om dit te bewerkstelligen werd bepaald dat de forten van Taku moesten worden vernietigd (artikel VIII) en de landen kregen het recht troepen te legeren op diverse plaatsen langs de weg (artikel IX). Vooral Japan maakte van dit laatste recht uitgebreid gebruik en dit speelde bijna 40 jaar later een rol bij het Marco Polobrugincident.
Bokserrebellen en regeringsfunctionarissen moesten worden gestraft voor misdaden tegen de buitenlandse regeringen of hun onderdanen (artikel IIa). Zij kregen de doodstraf of lange gevangenisstraffen, werden verbannen, aangezet tot zelfmoord of werden zwaar vernederd.
Het Zongli Yamen werd vervangen door een ministerie van Buitenlandse Zaken, dat boven de andere ministeries stond. Verder werd de Chinese regering verplicht anti-buitenlandse groeperingen te verbieden.
De keizer van China moest zijn spijt betuigen aan de Duitse keizer voor de moord op ambassadeur Klemens von Ketteler (artikel 1a). Eveneens aan de Japanse keizer voor de moord op een Japanner. De Chinese regering werd opgedragen een herinneringsboog te bouwen op de moordplaats van von Ketteler.
Een aantal Chinese steden kregen speciale wijken gereserveerd voor buitenlanders (artikel VII), Chinezen mochten hier niet wonen. In deze concessies hadden de landen van de alliantie alles voor het zeggen. China kende verder het recht toe aan elke mogendheid om een legermacht in die wijken te houden voor de verdediging. China verleende tot slot het recht om buitenlandse troepen te legeren in 12 Chinese steden.

## Kwijtschelding herstelbetaling
Na de val van het Chinese keizerrijk in 1911 zijn de herstelbetalingen aangepast en deels kwijtgescholden.
Op 28 december 1908 gaf de Verenigde Staten bijna 12 miljoen dollar van hun aandeel in de schadevergoeding vrij ter ondersteuning van de opleiding van Chinese studenten in de Verenigde Staten en de bouw van de Tsinghua-universiteit in Peking. Op 21 mei 1924 stemde het Amerikaanse Congres ermee in om de finale US$ 6,1 miljoen het Amerikaanse aandeel ook over te maken aan China.
Op 14 augustus 1917 verklaarde China de oorlog aan Duitsland en Oostenrijk-Hongarije en de betalingen aan deze twee landen werden per direct opgeschort. De andere landen stelden de betalingen voor een periode van vijf jaar uit te rekenen vanaf 1 december 1917. Tijdens de vredesconferentie van Parijs (1919) werd de schuld aan de eerste twee landen volledig kwijtgescholden.
Na de machtsovername door de bolsjewieken deed Rusland op 2 december 1918 afstand van haar aandeel. Pas vijf jaar later werd vastgelegd dat het geld gebruikt mocht worden om het onderwijs in China te verbeteren en dit onder toezicht van de Sovjetregering.
Op 3 maart 1925 volgde Groot-Brittannië met een vergelijkbare regeling. Het geld was ditmaal bestemd voor de aanleg van spoorwegbouw in China. Op 12 april bood Frankrijk haar aandeel aan om een failliete Chinees-Franse bank te heropenen. Italië gaf per 1 oktober zijn aandeel op ten behoeve van de bouw van bruggen. Het Nederlandse aandeel werd gebruikt voor de landaanwinning en de oprichting van het Sinologisch Instituut aan de Universiteit Leiden. De Belgische fondsen mochten worden besteed aan spoorwegmaterieel in België en Japan zag ook van het aandeel af om de luchtvaart in China onder Japans toezicht te ontwikkelen.
Al deze afspraken hebben ertoe geleid dat in 1927 voor China bijna alle herstelbetalingen waren ingetrokken of omgezet in geld wat voor de ontwikkeling van het land kon worden gebruikt.